# Game Over (album Nuclear Assault)
Game Over – debiutancki album zespołu thrashmetalowego Nuclear Assault, wydany w 1986 roku.

## Lista utworów
1. "Live, Suffer, Die" – 1:03
2. "Sin" – 3:17
3. "Cold Steel" – 2:36
4. "Betrayal" – 2:56
5. "Radiation Sickness" – 2:45
6. "Hang the Pope" – 0:38
7. "After the Holocaust" – 3:38
8. "Mr. Softee Theme" – 0:25
9. "Stranded In Hell" – 3:32
10. "Nuclear War" – 3:44
11. "My America" – 0:26
12. "Vengeance" – 2:44
13. "Brain Death" – 7:09

## Członkowie zespołu
- John Connelly – śpiew, gitara
- Anthony Bramante – gitara
- Dan Lilker – gitara basowa
- Glenn Evans – perkusja